# KV32

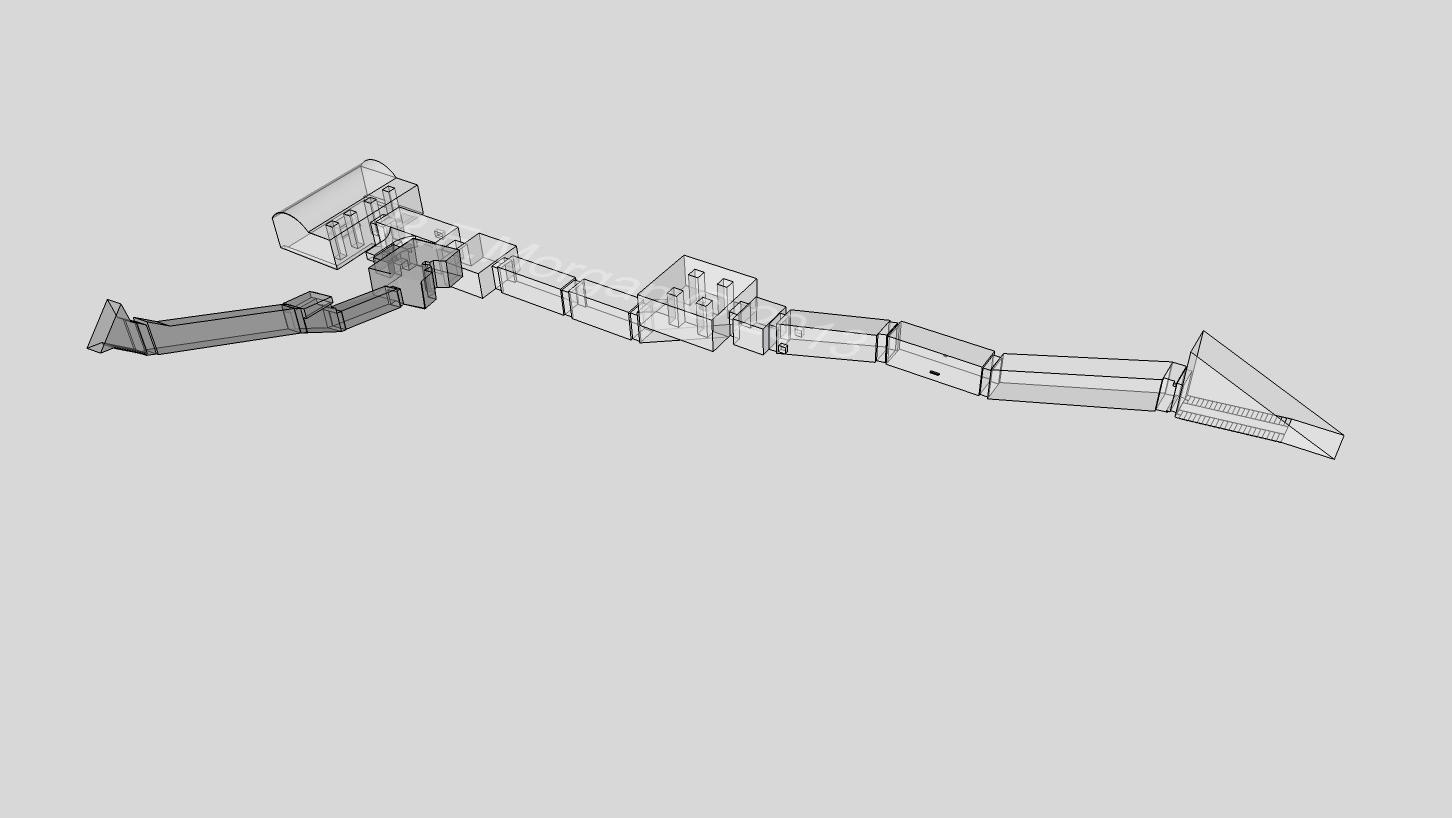
Hình ảnh của những bước thâm nhập của những nhà khảo cổ vào KV32 từ KV47. Lấy từ mô hình 3d

Ngôi mộ KV32 nằm trong Thung lũng của các vị Vua ở Ai Cập, là nơi chôn cất Tia'a, vợ của Amenhotep II và là mẹ của Thutmosis IV.

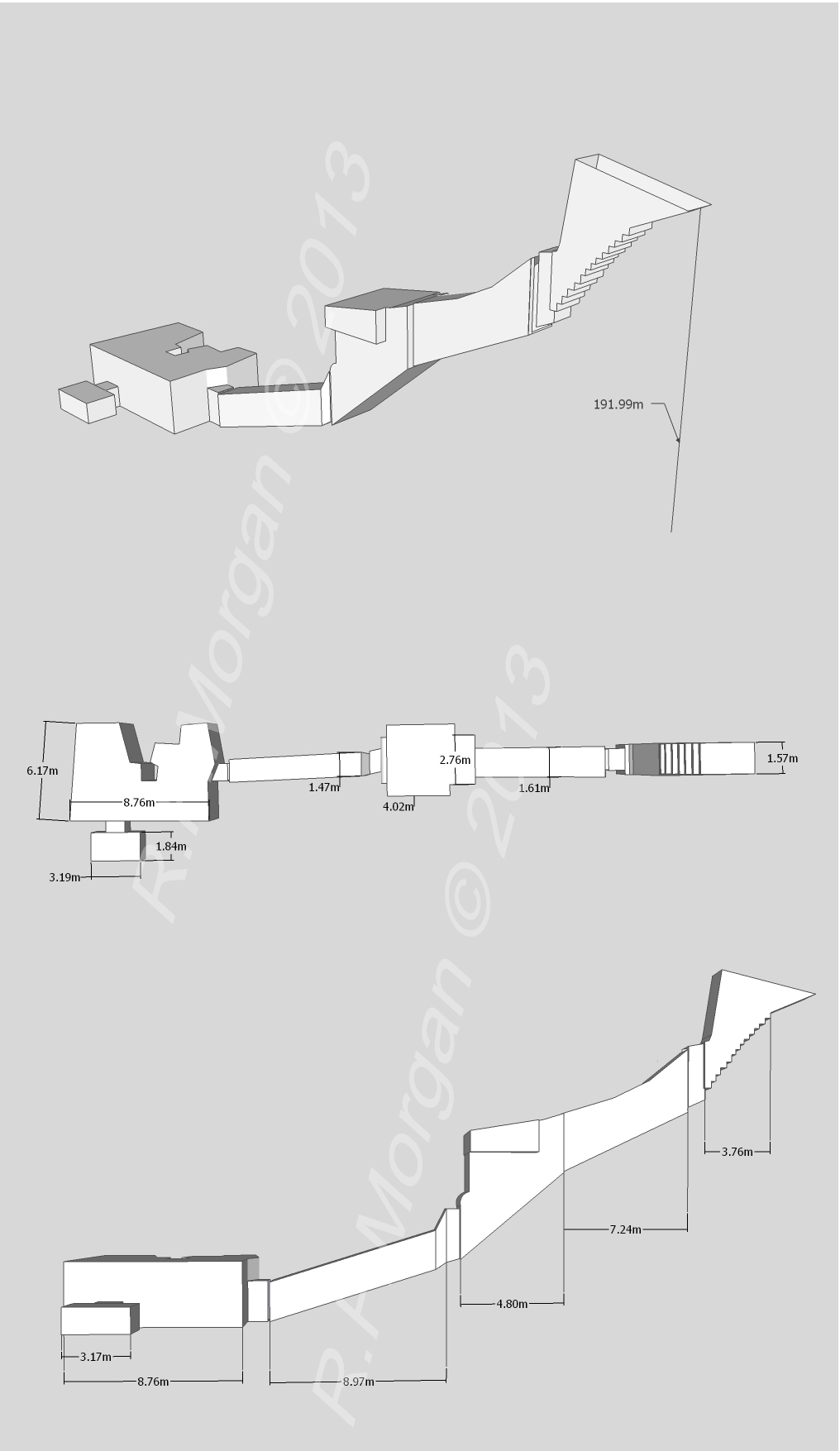
Hình ảnh của KV32 lấy từ một mô hình 3d

Ngôi mộ đã được phát hiện trong năm 1898 bởi Victor Loret. Nó chưa được hoàn thành và nằm sâu 40m trong vùng núi. Một phần của nó đã thâm nhập bởi những người thợ đào phòng chôn cất trong ngôi mộ của Siptah, KV47.
KV32 chưa được hoàn toàn dọn dẹp hay khai quật, nhưng đang được làm việc bởi một nhóm nhà khảo cổ từ trường đại học Basel, thuộc dự án MISR.